# Adolf Kirchhoff
Johann Wilhelm Adolf Kirchhoff (Berlin, 6 ianuarie, 1826 – Berlin,  26 februarie, 1908). a fost un expert german în literatură clasică.

## Date biografice
Adolf Kirchhoff și-a făcut studiile începând din 1842 la Universitatea din Berlin. După absolvire, în 1846, a fost numit profesor suplinitor, apoi profesor titular, la Gimnaziul din Joachimsthal (Joachimsthalsches Gymnasium).
În 1860 a fost ales membru ordinar al Academiei Regale de Științe a Prusiei (Königlich-Preußische Akademie der Wissenschaften) iar în 1865 a fost numit profesor de filologie clasică al Universității din Berlin.  Kirchhoff a avut contribuții importante în critica scriitorilor clasici greci precum și în domeniul epigrafiei.

## Opera

### Studii de literatură greacă antică
Principalele  lucrări ale lui Adolf Kirchhoff se referă la epopeile lui Homer:
- Quaestionum Homericarum particula, Berlin 1846,
- Die Homerische Odyssee und ihre Entstehung (Odiseea lui Homer și geneza ei), Berlin 1859, care a prezentat o teorie nouă asupra modului în care a fost compusă Odiseea,
- Die Komposition der Odyssee (Compunerea Odiseeii)  Berlin 1869.

Ultimul volum era constituit dintr-o serie de articole pe care le-a amplificat și republicat în a doua ediție a Odiseeii lui Homer – Berlin 1879.
Alte lucrări importante sunt;
- Traducerea operei lui Plotin (1856)
- Traducerea operei lui Euripide (1855 and 1877-1878)
- Traducerea operei lui Eschil (1880)
- Traducerea operei lui Hesiod (1881)
- Traducerea lucrării lui Xenophon, Despre Constituția Ateniană (1889)
- Despre perioada de elaborare a operei istorice a lui Herodot (1878)
- Tucidide și materialul său documentar” (1895).

Toate aceste lucrări sunt ediții critice cu numeroase adnotații și sunt precedate de ample studii critice.

### Studii epigrafice și paleografice
Kirchhoff a elaborat lucrări importante bazate pe studii epigrafice și paleografice:
- Die Umbrischen Sprachdenkmäler (Monumente lingvistice din Umbria)  (1851)
- Das Stadtrecht von Bantia (Dreptul de stat din Bantia) (1853),  despre o tabletă descoperită în 1790 la Oppido lângă Banzi, conținând informații referitoare la un plebiscit pentru problemele municipale ale orașului antic Bantia
- Das Gotische Runenalphabet (Alfabetul runelor gotice) (1852)
- Die Fränkischen Runen (Runele Francilor) (1855)
- Studien zur Geschichte des Griechischen Alphabets (Studii referitoare la istoria alfabetului grecesc)  (ed IV-a., 1887).

De asemenea, Kirchhoff a editat partea a doua din volumul iv. din Corpus Inscriptionum Graecarum (1859), care se referea la inscripțiile creștine și volumul I din Corpus Inscriptionum Atticarum (1873,) conținând inscripțiile anterioare anului 403 cu suplimentele corespunzătpare din volumul IV, (1877-1891).
1. ↑  CONOR.SI[*] Verificați valoarea |titlelink= (ajutor)
2. 1 2  Czech National Authority Database, accesat în 1 martie 2022